# MLS Cup 2010

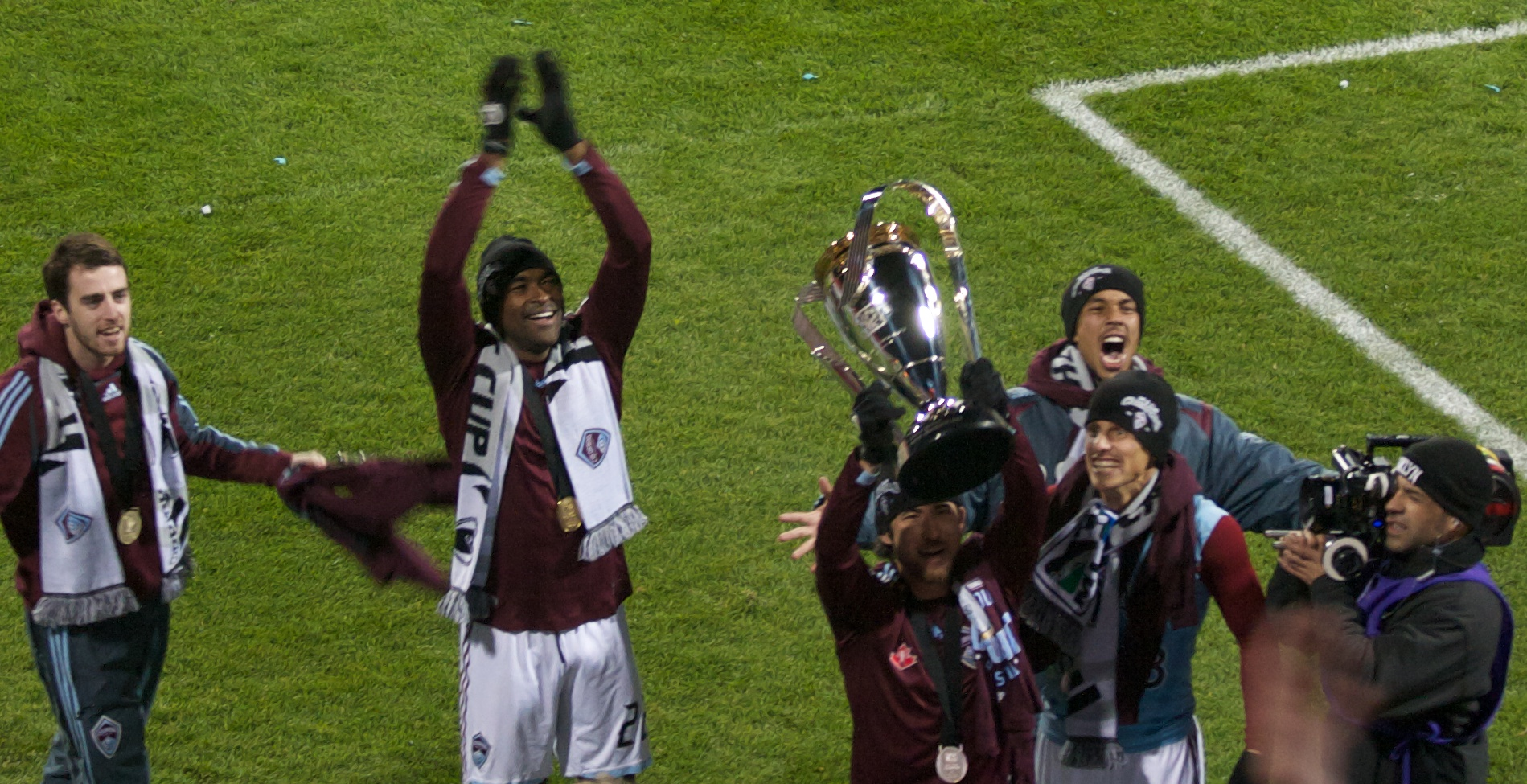
Colorado Rapids met de MLS Cup 2010

De MLS Cup 2010 was de kampioenswedstrijd  van het MLS seizoen 2010 die gespeeld zal worden op  21 november, 2010 in het BMO Field in Toronto. Dit zal de eerste keer zijn dat het kampioenswedstrijd van de MLS buiten de Verenigde staten wordt gespeeld. De wedstrijd werd na extra tijd gewonnen door Colorado Rapids door  FC Dallas  te verslaan.

## MLS cup
Het BMO Field de thuishaven van Toronto FC, zal de MLS Cup 2010 organiseren, dit was de eerste keer dat het stadion wordt gebruikt voor de finale van de MLS Cup.

## Wedstrijdgegevens
|                            |                          |                      |                                                            |                                                                                  |
| 21 november 2010 20:30 EST | FC Dallas                | 1 – 2(na extra tijd) | Colorado Rapids                                            | BMO Field Toronto, Ontario Toeschouwers: 21,700 Scheidsrechter: Baldomero Toledo |
| 21 november 2010 20:30 EST | Ferreira 35' Benitez 84' | Report               | Wallace 41' Smith 51' Casey 57' Casey 84' John 106' (o.g.) | BMO Field Toronto, Ontario Toeschouwers: 21,700 Scheidsrechter: Baldomero Toledo |